# Edoardo Sonzogno
Edoardo Sonzogno (* 21. April 1836 in Mailand; † 14. März 1920 ebenda) war ein italienischer Musikverleger.

## Leben und Werk
Edoardo Sonzogno erbte von seinem Vater Lorenzo Sonzogno eine Druckerei und Verlagsbuchhandlung, die bereits sein Großvater Giovanni Battista Sonzogno  gegründet hatte. 1866 gründete er in dieser Verlagsbuchhandlung Società Editrice Sonzogno in Mailand die Zeitung Il Secolo, deren Eigentümer er bis 1909 blieb. 1874 fügte er dem Unternehmen einen Musikverlag hinzu. Er druckte zunächst Werke zeitgenössischer französischer Komponisten wie Fromental Halévy, Georges Bizet, Camille Saint-Saëns und Gustave Charpentier sowie ältere italienische Werke, da viele bedeutende italienische Komponisten wie beispielsweise Giuseppe Verdi als auch Richard Wagner von Konkurrenzfirmen vertreten wurden. Ab 1883 veranstaltete, besser sponserte er Wettbewerbe für Opern. Im zweiten Wettbewerb siegte 1888 Pietro Mascagni mit seiner Oper Cavalleria rusticana. 1894 gründete er in Mailand das Teatro Lirico Internazionale. Der Musikverlag erwarb unter seiner Leitung eine Anzahl erfolgreich vermarkteter Opernwerke, darunter Ruggero Leoncavallos Pagliacci, Umberto Giordanos Andrea Chénier und Francesco Cileas Adriana Lecouvreur. 1909 zog sich Edoardo Sonzogno aus dem Geschäftsleben zurück und übergab die Leitung des Verlages an seinen Sohn Riccardo Sonzogno († 1915), dessen Nachfolger sein Neffe Renzo Sonzogno (1877–1920) wurde.